# Gernelle
Gernelle ist eine französische Gemeinde mit 315 Einwohnern (Stand: 1. Januar 2022) im Département Ardennes in der Region Grand Est. Sie gehört zum Arrondissement Charleville-Mézières und ist Teil des Kantons Villers-Semeuse. Die Einwohner werden Gernellois genannt.

## Geographie
Gernelle liegt etwa fünf Kilometer ostsüdöstlich des Stadtzentrums von Charleville-Mézières. Umgeben wird Gernelle von den Nachbargemeinden La Grandville im Norden und Westen, Gespunsart im Nordosten, Vrigne aux Bois im Osten, Issancourt-et-Rumel im Süden, Ville-sur-Lumes im Südwesten sowie Saint-Laurent im Westen und Südwesten.

## Bevölkerungsentwicklung
| Jahr                      | 1962 | 1968 | 1975 | 1982 | 1990 | 1999 | 2006 | 2013 |
| ------------------------- | ---- | ---- | ---- | ---- | ---- | ---- | ---- | ---- |
| Einwohner                 | 213  | 230  | 257  | 322  | 330  | 335  | 341  | 324  |
| Quelle: Cassini und INSEE |      |      |      |      |      |      |      |      |

## Sehenswürdigkeiten
- Kirche Notre-Dame